# Small Massaka
Small Massaka (ou Massaka Small, Massaka II) est un village du Cameroun situé dans le département de la Meme et la Région du Sud-Ouest. Il fait partie de la commune de Mbonge.

## Population
En 1953, quand  Massaka I (Massaka Large ou Big Massaka) et Massaka II (Massaka Small ou Massaka II) étaient comptabilisés ensemble, leur population réunie s'élevait à 297 personnes
En 1967, Small Massaka, seul, comptait 337 habitants, principalement des Mbonge, du groupe Oroko.
Lors du recensement national de 2005, la localité comptait 1 155 habitants.